# Olympiades (métro de Paris)
Pour les articles homonymes, voir Olympiades.
Olympiades est une station de la ligne 14 du métro de Paris, située dans le 13e arrondissement de Paris.

## Situation
La station est établie en souterrain profond sous la rue de Tolbiac. Elle s'étend approximativement du carrefour de la rue Nationale jusqu'au croisement avec la rue du Château-des-Rentiers.

## Histoire
La station est ouverte au public le 26 juin 2007, lors du prolongement de la ligne 14 depuis Bibliothèque François-Mitterrand. C'est la 9e station ouverte sur la ligne.
La station Olympiades est prévue dès le début du projet Meteor en 1989 (sous la dénomination « Tolbiac - Nationale ») dans le cadre d'une liaison entre Saint-Lazare et Maison Blanche. Pour des raisons budgétaires, la ligne 14 ne fut ouverte au public en 1998 qu'entre les stations Madeleine et Bibliothèque François-Mitterrand. Néanmoins, le gros œuvre fut réalisé afin de constituer un petit atelier de maintenance pour les rames de la ligne à la place de la station actuelle.
Finalement, le prolongement de la ligne 14 à la station Olympiades fut décidé et financé. Les travaux de construction débutèrent en mai 2001 et durèrent six ans afin de reporter l'atelier au-delà de la station actuelle — impliquant le creusement d'un nouveau site de maintenance et d'un nouveau tunnel de 680 m de long, mono-tube et recevant les deux voies de circulation au gabarit urbain —, de créer et d'aménager la station proprement dite et de permettre l'exploitation commerciale du tronçon Bibliothèque François-Mitterrand - Olympiades. Le chantier fut retardé de près d'une année à la suite d'un affaissement de terrain dans la cour de l'école Auguste-Perret, rue Auguste-Perret, le 15 février 2003, causé par le percement du tunnel, mais également à cause de problèmes sur certains automatismes.
Initialement prévue en juin 2006, l'inauguration de la station eut lieu le 25 juin 2007 à 18 h 30, ; la mise en service s'effectua le 26 juin dès l'ouverture du réseau.
La station tire son nom de l'ensemble d'immeubles et de la dalle situés à proximité, au cœur du 13e arrondissement, et ainsi dénommés du fait que chaque tour y possède le nom d'une ville ayant accueilli les Jeux olympiques. Le nom choisi a d'ailleurs provoqué des tensions entre la RATP, la Ville de Paris et le Comité national olympique et sportif français (propriétaire du nom) ; un accord début juillet 2006 a permis de trouver un compromis sur l'utilisation de cette marque déposée dans le cadre restreint du transport public.
En 2019, 7 912 359 voyageurs sont entrés à cette station ce qui la place à la 31e position des stations de métro pour sa fréquentation.
En 2020, avec la crise du Covid-19, 4 717 069 voyageurs sont entrés dans cette station ce qui la place à la 21e position des stations de métro pour sa fréquentation.
En 2021, la fréquentation remonte progressivement, avec 5 214 595 voyageurs qui sont entrés dans cette station ce qui la place à la 31e position des stations de métro pour sa fréquentation.

## Services aux voyageurs

### Accès
La station comporte quatre accès :
- l'accès no 1 « Rue Nationale » se trouve au croisement de la rue de Tolbiac et de la rue Nationale. Il comporte un escalator doublé d'un escalier ;
- l'accès no 2 « Rue Baudricourt » comporte un unique escalier ;
- l'accès no 3 « Rue de Tolbiac » est un ascenseur ;
- l'accès no 4 « Rue du Château des Rentiers », à l'intersection de la rue du Château-des-Rentiers et de la rue de Tolbiac, a été mise en service en février 2020[10]. Il débouche sur le trottoir pair de la rue de Tolbiac, à l'emplacement d'une issue de secours existante qui a été déplacée. Cet accès comporte un escalier mécanique à la montée et à la descente entre le niveau mezzanine et le trottoir.

Les accès no 1, no 2 et no 3 envoient les usagers vers un puits comportant trois niveaux : le premier pour la vente de billets, le deuxième comme mezzanine autorisant une vue sur les voies et le troisième au niveau des quais. Les niveaux sont reliés par des escaliers et des escalators allant d'un côté à l'autre du puits vertical. Cet accès a été réaménagé, fin 2018, en se voyant doté d’un nouvel escalier fixe sur le trottoir de la rue de Tolbiac, à l’ouest de l’accès principal. Cet escalier fixe a été implanté entre la salle des billets et la voirie.

Accès à la station
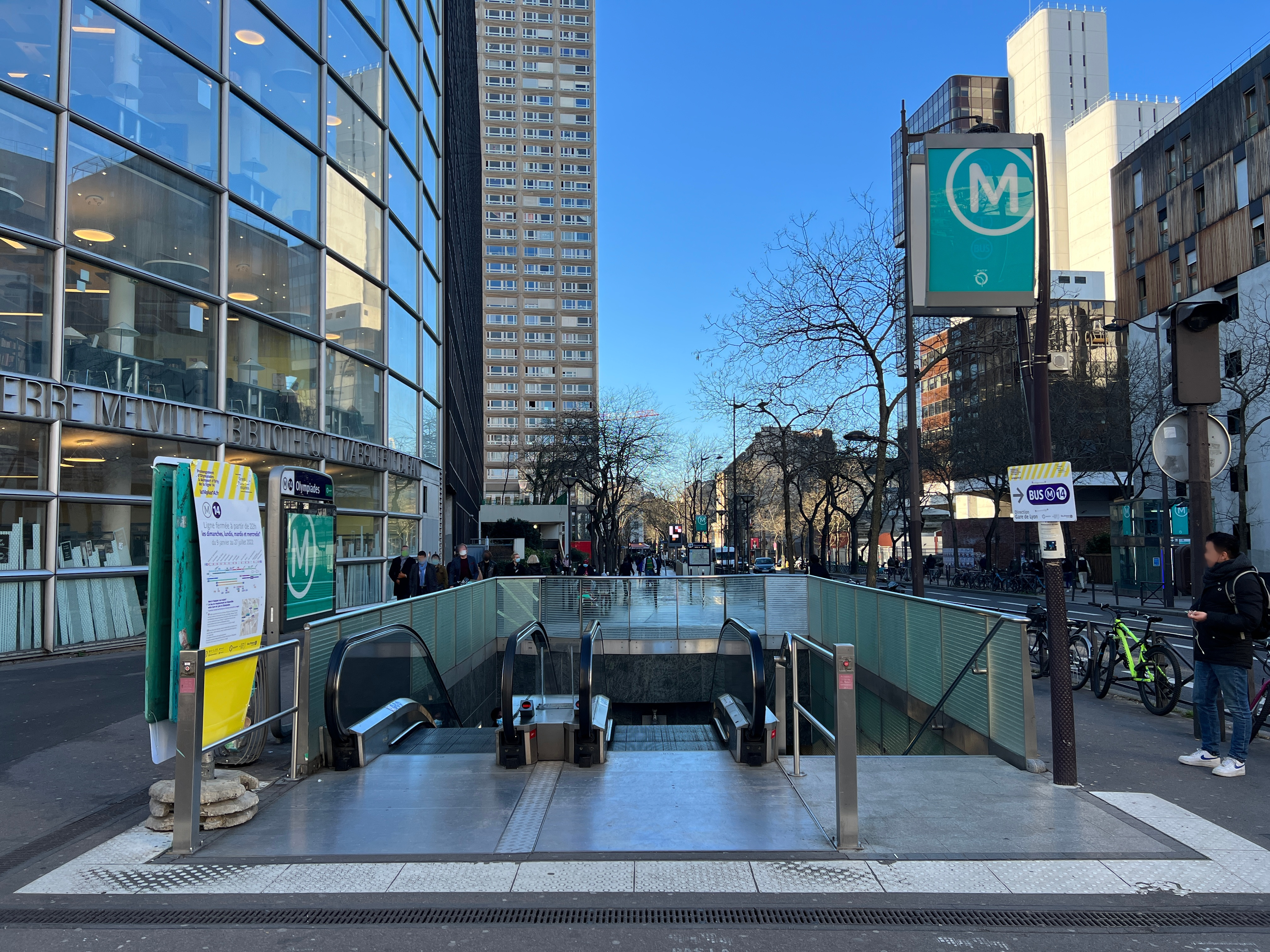
L'accès no 1 « Rue Nationale ».
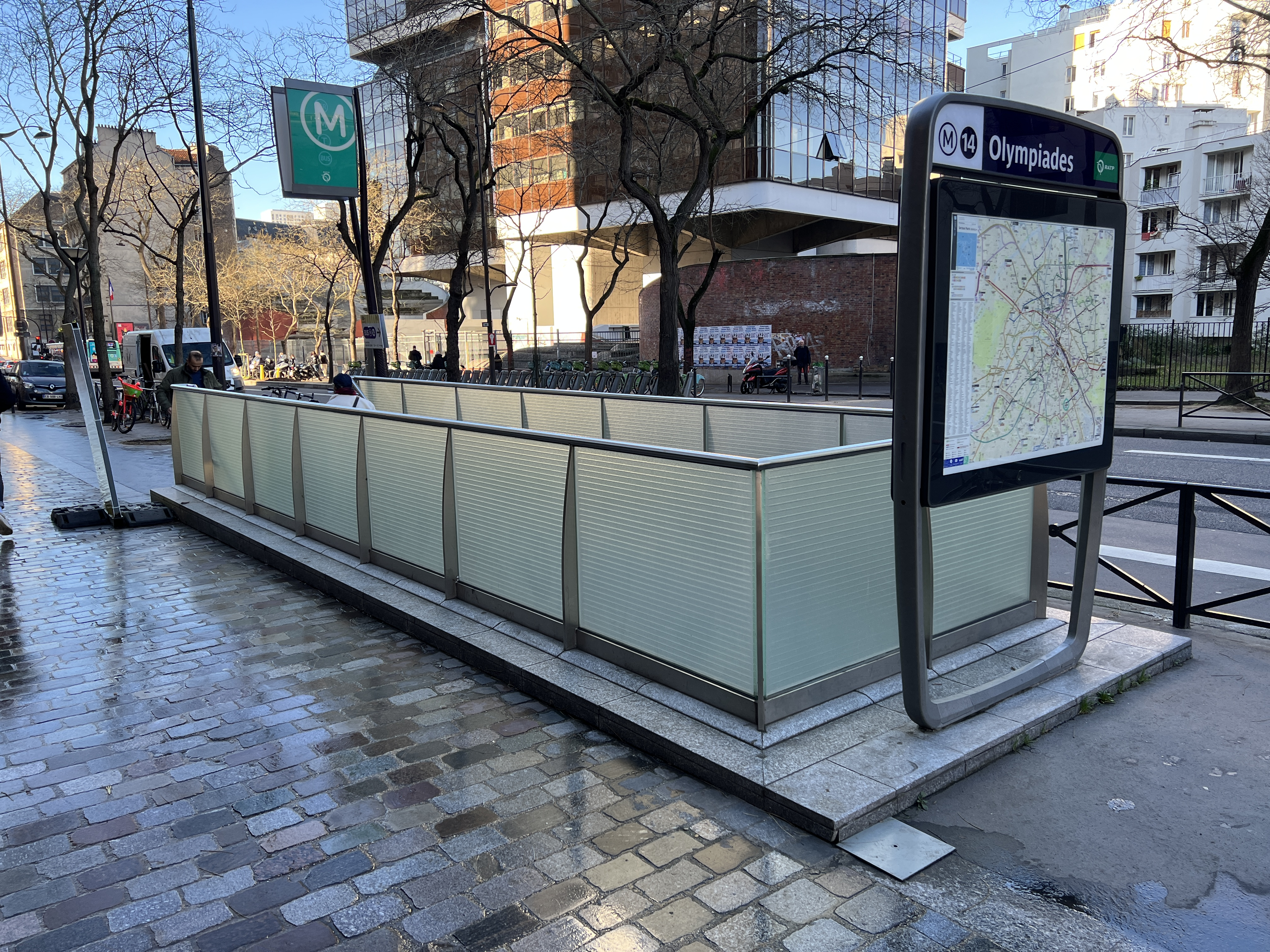
L'accès no 2 « Rue Baudricourt ».
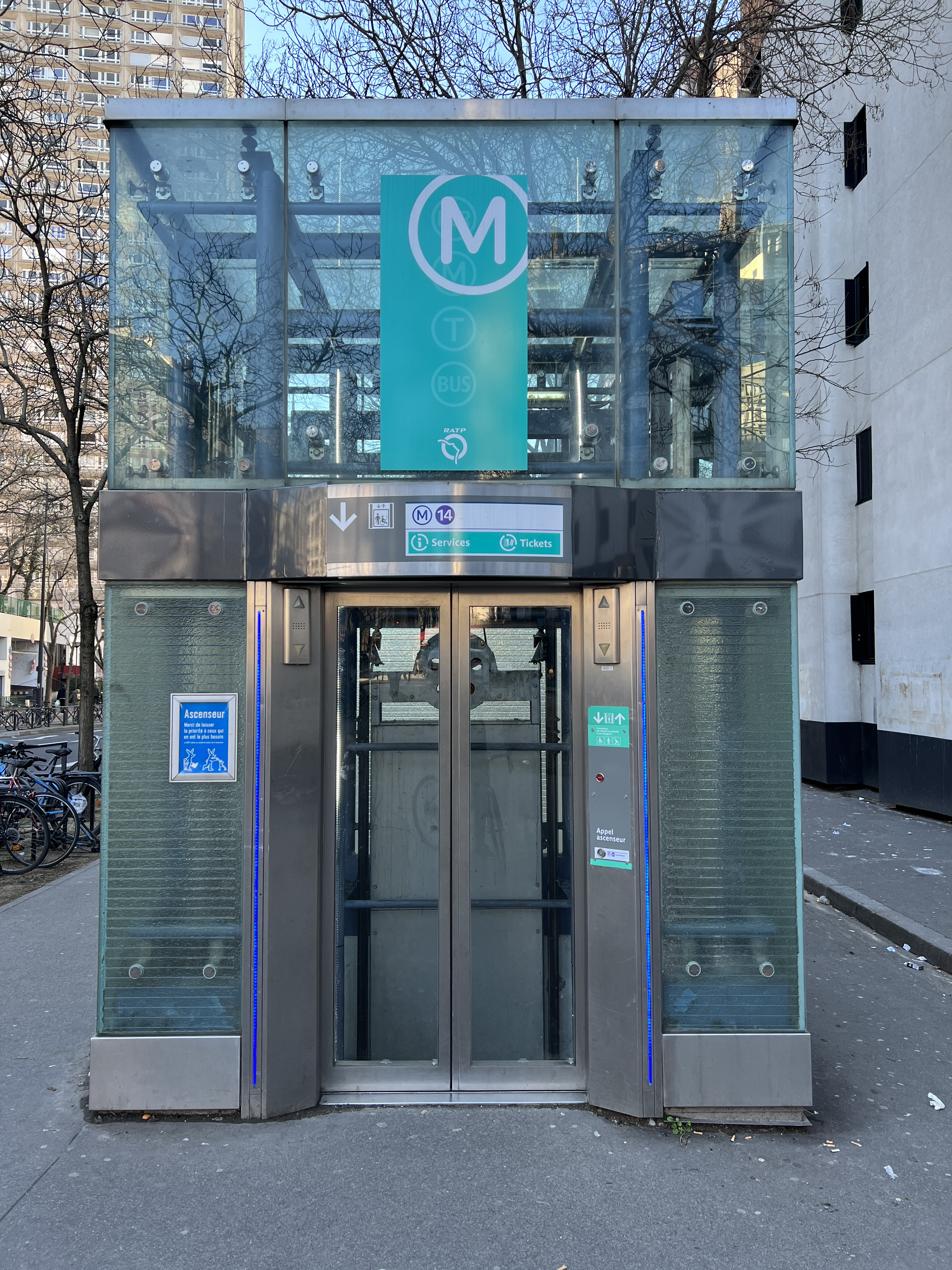
L'accès no 3 « Rue de Tolbiac ».
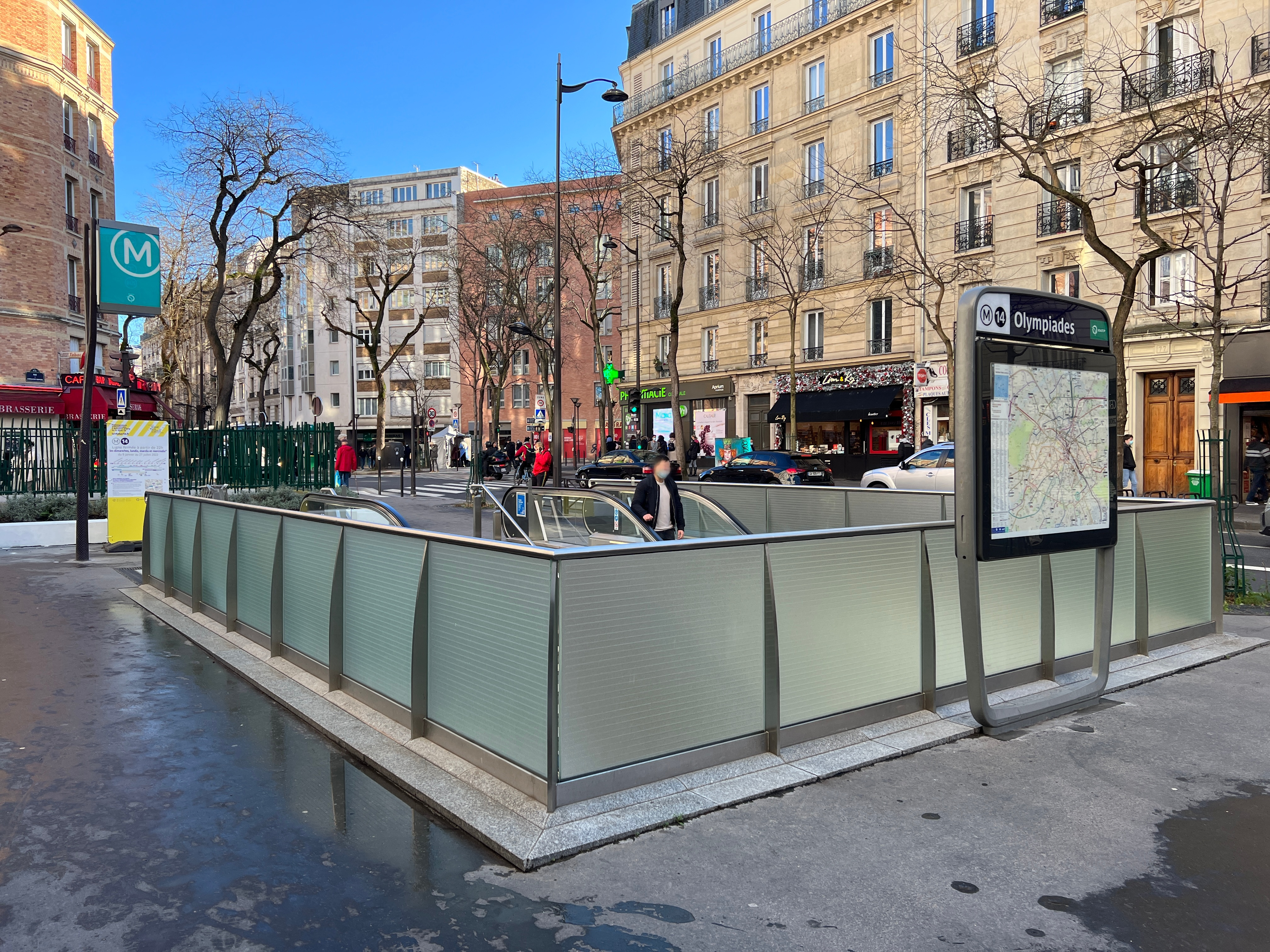
L'accès no 4 « Rue du Château des Rentiers ».

### Quais
Les quais sont de configuration standard : au nombre de deux, ils sont séparés par les voies situées au centre.
L'architecture de la station a été confiée au cabinet d'architectes ar.thème associés, suivant les principes définis par Bernard Kohn pour l'ensemble de la ligne 14 dès 1991. Olympiades est donc conforme aux autres stations de la ligne tant par le choix des matériaux (voûtes en béton clair, bois sur les plafonds, etc.) que l'éclairage et une hauteur sous plafond et des quais plus larges que la moyenne du métro parisien. Cependant, à l'instar justement des autres stations, elle possède quelques touches qui lui sont propres et définissent son identité visuelle, telles que l'éclairage orange diffusé sur son tympan oriental.

### Intermodalité
La station Olympiades est en correspondances avec les lignes 62, 64 et 83 du réseau de bus RATP à l'arrêt « Olympiades ».
Les arrêts des lignes 62 et 83 s'appelaient initialement « Tolbiac - Nationale » et furent renommés en prévision de l'ouverture de la station de métro. La ligne 64 fut créée le 23 avril 2007.

## À proximité
La station Olympiades dessert un quartier densément peuplé du sud parisien, mal desservi par le métro et constituant une partie d'un des quartiers asiatiques de Paris. Elle dessert également le centre Pierre-Mendès-France, centre universitaire rattaché à l'université Paris 1 Panthéon-Sorbonne, l'UFR Géographie, Histoire, Sciences de la Société et l'UFR Sciences sociales de l'université Paris-Diderot (Paris-VII), l'école supérieure de journalisme de Paris, la médiathèque Jean-Pierre-Melville, la bibliothèque Marguerite-Durand et le lycée Claude-Monet.

## Prolongement de la ligne 14 au-delà de la station
Le prolongement de la ligne 14 au-delà de la station Olympiades a d'abord été évoqué, via la station Maison Blanche, par une reprise d'une des branches sud de la ligne 7. Finalement, le projet du Grand Paris Express prévoit le prolongement de la ligne 14 jusqu'à l'aéroport d'Orly avec un arrêt à la future station Villejuif - Gustave Roussy à Villejuif, en correspondance avec la ligne 15 circulaire.
Lors de ce prolongement de la ligne 14 au sud jusqu'à Orly, Olympiades devient en 2024, une station de passage.
Dans ce cadre, un accès secondaire à l'est de la station a été construit.
Le réaménagement de l'accès principal a été achevé, fin 2018, en se voyant doté d’un nouvel escalier fixe sur le trottoir de la rue de Tolbiac, à l'ouest de l'accès principal. Cet escalier fixe a été implanté entre la salle des billets et la voirie.

Galerie de photographies
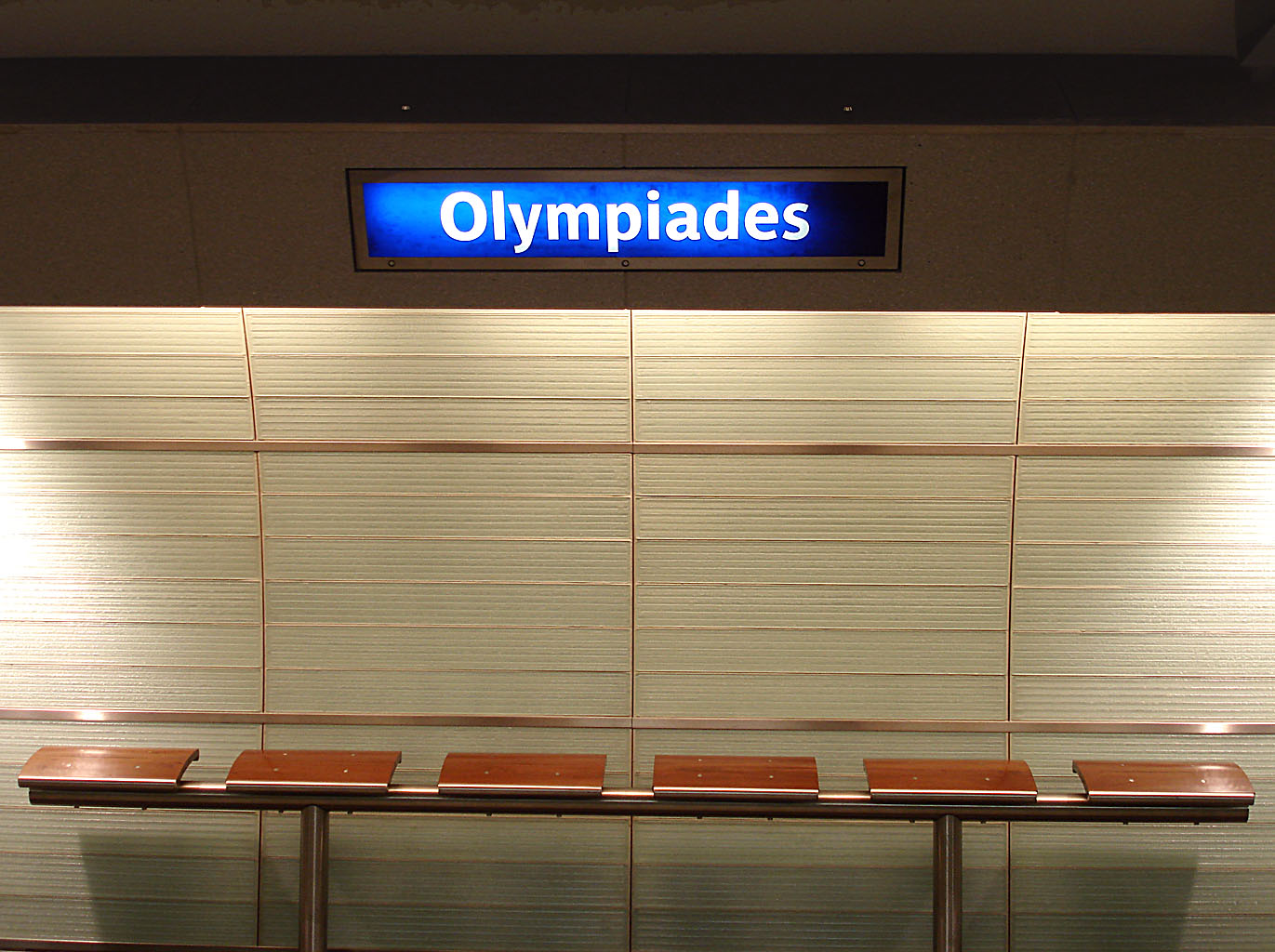
Banc.
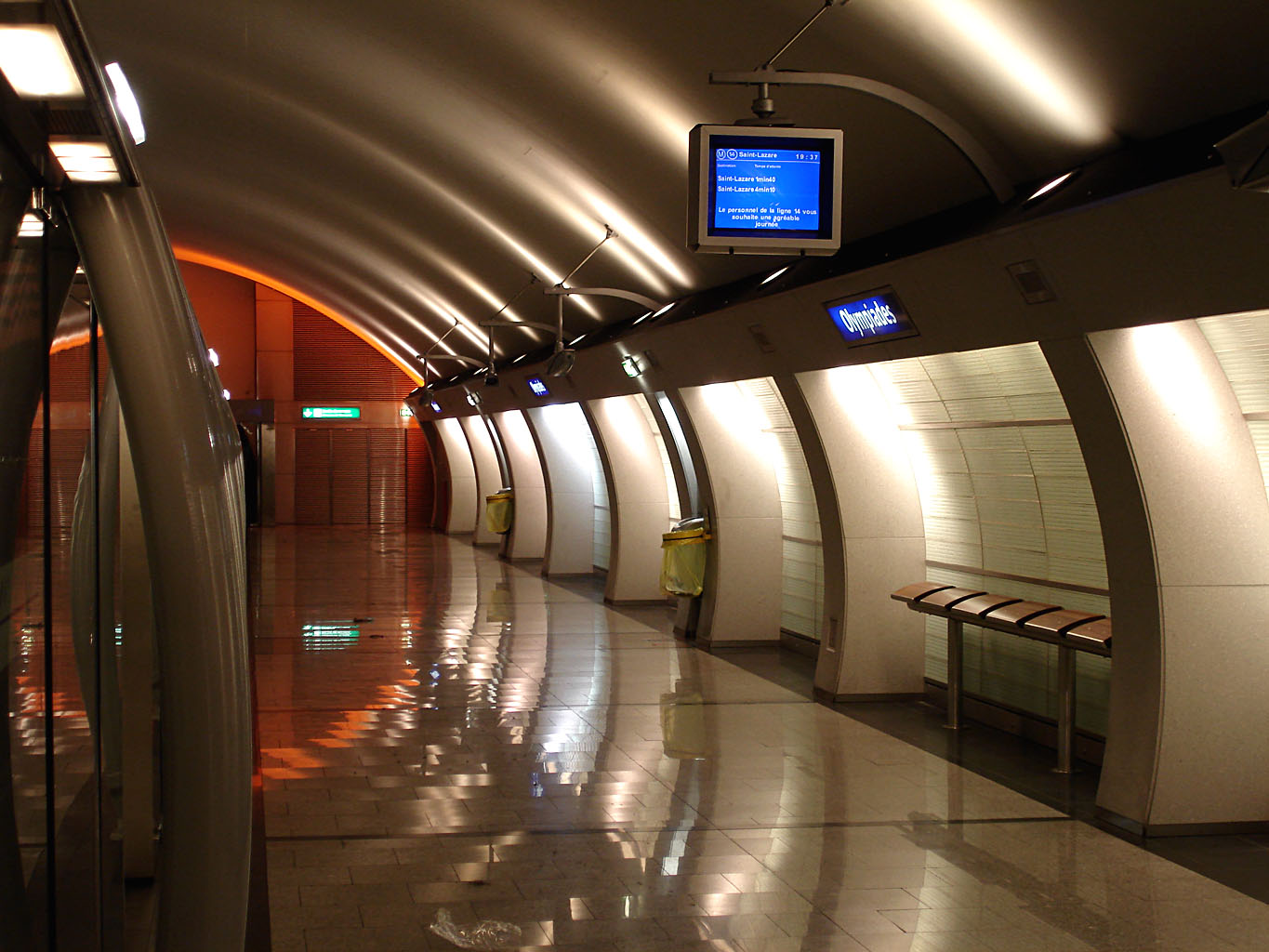
Quai sud, vers Saint-Denis Pleyel.
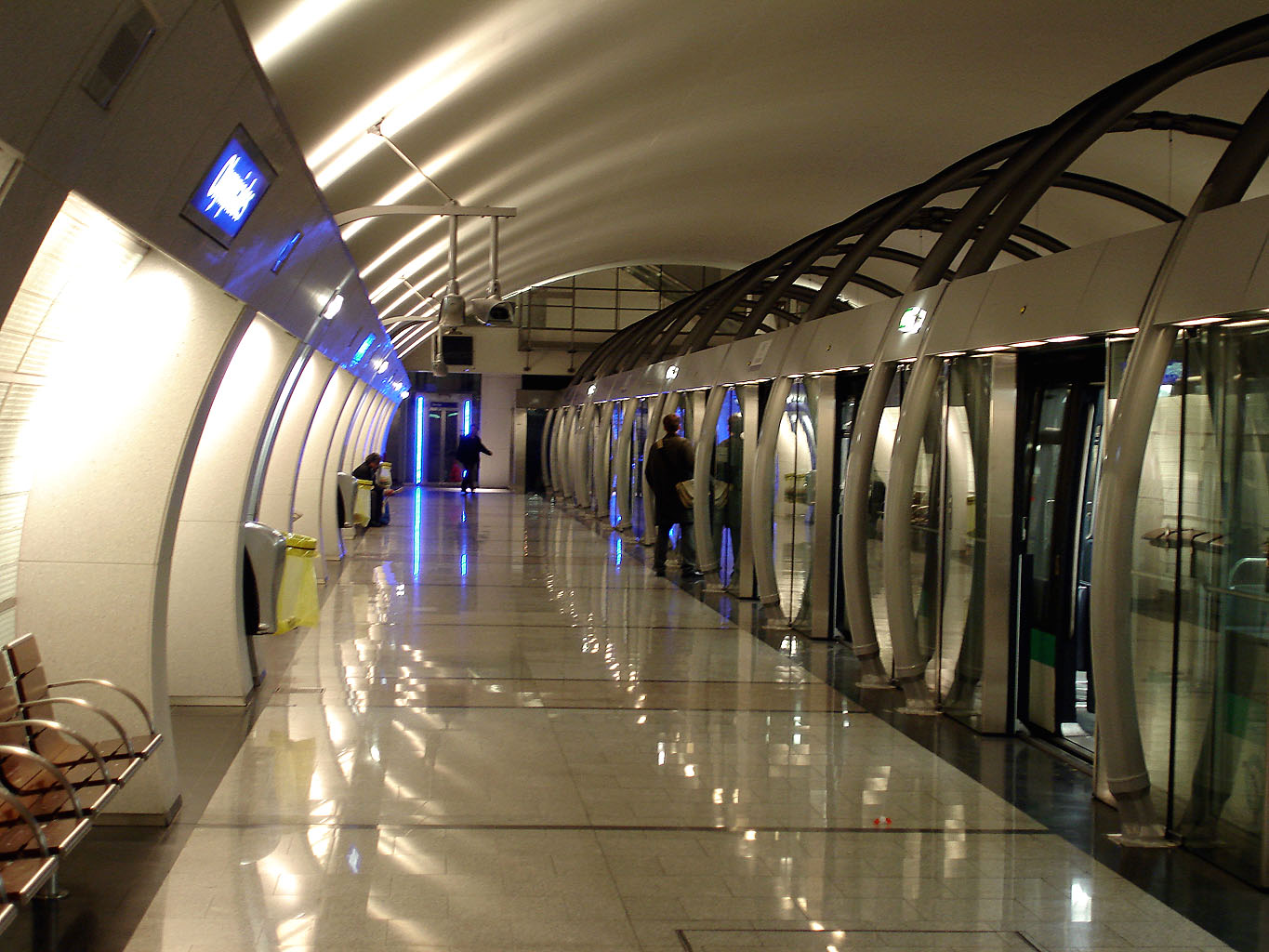
Quai sud, vers Aéroport d'Orly.
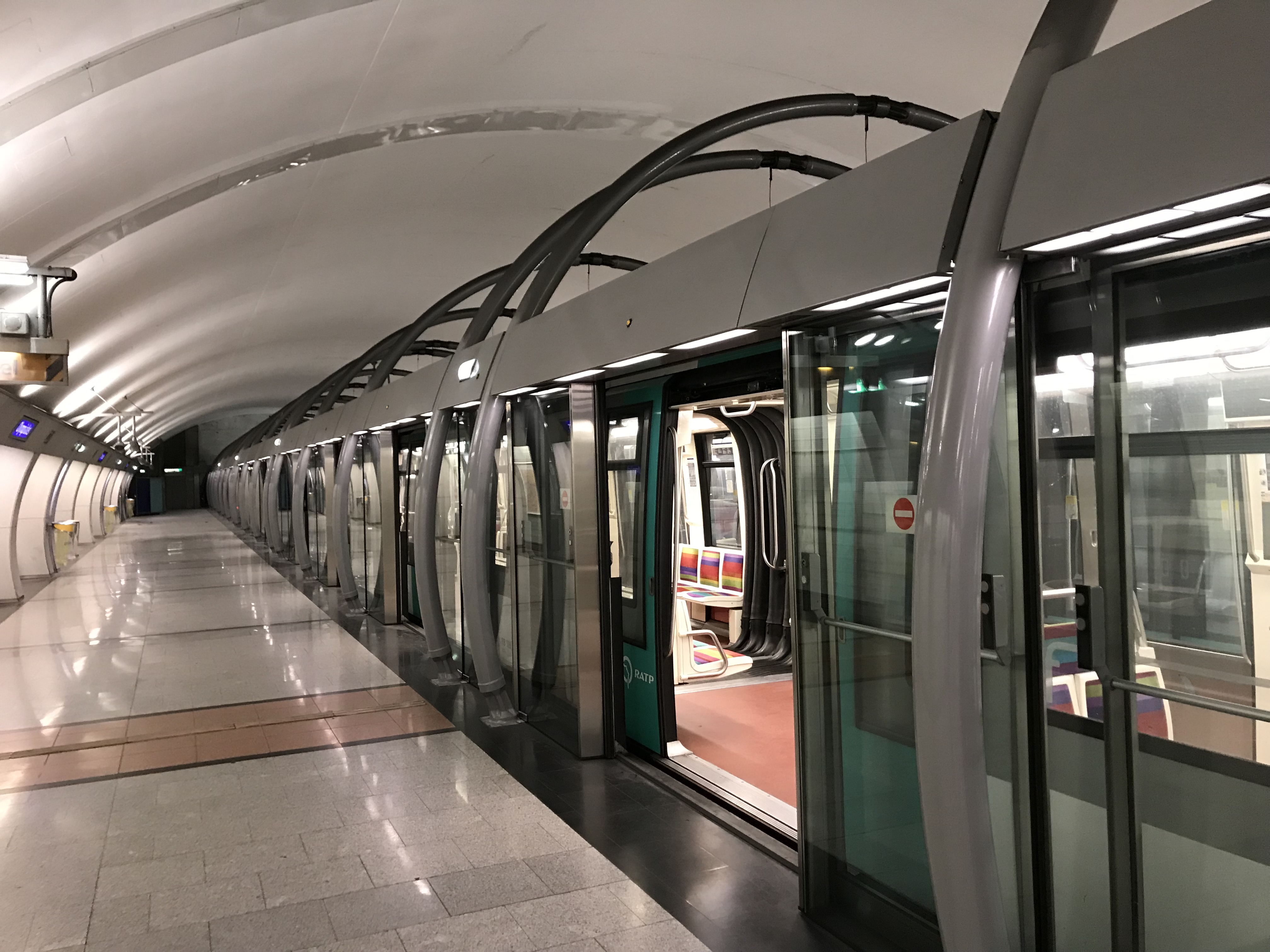
Une rame MP 05 à quai.